# Brecek
Brecek is een bestuurslaag in het regentschap Purbalingga van de provincie Midden-Java, Indonesië. Brecek telt 1201 inwoners (volkstelling 2010).